# Miloš Bosančić
Miloš Bosančić (* 22. května 1988 Ruma, SFR Jugoslávie) je srbský fotbalový záložník, od února 2017 hráč českého klubu FC Slovan Liberec. Prošel angažmá v Srbsku, Portugalsku, ČR, Jižní Koreji, Číně a Thajsku.

## Klubová kariéra
Profesionální kariéru začínal Miloš Bosančić v srbském klubu FK Partizan. Po hostování v portugalské Boavistě FC v sezóně 2007/08 byl poslán na další hostování, tentokrát do OFK Beograd. Po návratu do Partizanu s ním již trenér nepočítal, proto Bosančić přestoupil do jiného srbského týmu FK Čukarički Stankom. Zde ovšem zůstal pouze jednu sezónu.
V roce 2009 přestoupil do českého Slovanu Liberec. Ve Slovanu se postupně probojovával do základní sestavy a v sezóně 2011/12 vybojoval se Slovanem svůj první ligový titul. Nastoupil v dvojutkání předkola play-off (resp. 4. předkolo) Evropské ligy 2012/13 proti ukrajinskému týmu Dněpr Dněpropetrovsk. 23. srpna 2012 remizoval Liberec doma 2:2, v odvetě 30. srpna na Ukrajině prohrál 2:4 a do skupinové fáze Evropské ligy se nekvalifikoval. Miloš odehrál v prvním utkání první poločas a ve druhém zápase úvodních 27 minut.
Začátkem roku 2013 přestoupil do jihokorejského klubu Gyeongnam FC.
V létě 2014 se vrátil do Srbska a podepsal smlouvu s FK Crvena zvezda,  Poté působil v exotických destinacích, v Číně hrál za Hangzhou Greentown a v Thajsku za BEC Tero Sasana.
V únoru 2017 se vrátil do FC Slovan Liberec a podepsal smlouvu na 1,5 roku s opcí.